# Joseph Delest
Joseph Delest est un journaliste de l'Action française, né le 15 mai 1883 au Boucau dans les Pyrénées-Atlantiques et mort le 31 août 1941 dans le 1er arrondissement de Paris. Il devient célèbre en s’évadant de la prison de la Santé avec Léon Daudet en 1927.

## Biographie
Durant la Première Guerre mondiale, il est mobilisé au sein du 249e régiment d'infanterie.
Le 26 octobre 1925, Joseph Delest, gérant de L'Action française, est condamné à deux mois de prison pour diffamations envers Bajot, Delange et Colombo dans l'affaire Philippe Daudet. Léon Daudet est quant à lui condamné à cinq mois de prison.
Les deux hommes refusent d'effectuer leurs peines de prison et se barricadent avec les Camelots du Roi dans les locaux de l'Action française, rue de Rome le 10 juin 1927. Après trois jours de résistance, les deux hommes sont incarcérés à la prison de la Santé.
Le 25 juin 1927, la téléphoniste Charlotte Montard, aidée de complices, fait évader Joseph Delest, Léon Daudet et le communiste Pierre Semard de la prison de la Santé. Delest et Daudet sont immédiatement exfiltrés en Belgique puis rejoignent le prétendant Henri d'Orléans à Bruxelles. Les deux hommes sont contraints à l'exil pour échapper à la justice. Léon Daudet patiente jusqu'au 30 décembre 1929 avant de recevoir la grâce présidentielle de Gaston Doumergue. Joseph Delest revient en France un an plus tôt. Il est d'ailleurs arrêté le 26 janvier 1928 par la police à Samadet dans les Landes puis remis en liberté le 14 mars,.
En 1936, Joseph Delest est inculpé de provocation au meurtre contre Léon Blum, en complicité avec Charles Maurras. Delest écope de huit jours de prison et Charles Maurras de huit mois de prison pour récidive.
Il est enterré au cimetière de Saint-Léon à Bayonne.

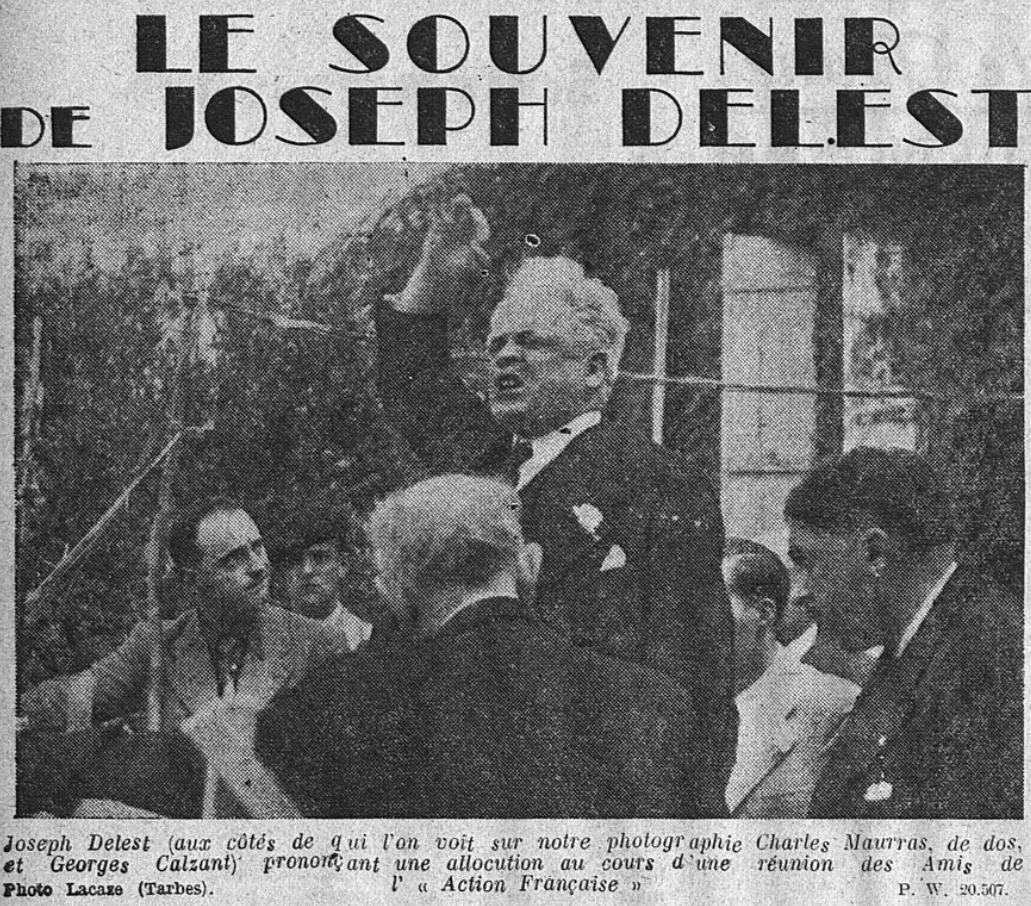
Discours de Joseph Delest en présence de Charles Maurras et Georges Calzant dans L'Action française du 11 octobre 1941.

## Œuvres
- 1928 : Pour une grande cause : en prison et en liberté avec Léon Daudet
- 1930 : Le Phare de Douaumont
- 1933 : Les Amours de Marianne